# Ligne de Dombóvár à Lepsény
La Ligne de Dombóvár à Lepsény ou ligne 49 est une ligne de chemin de fer de Hongrie. Elle relie Dombóvár à Lepsény.